# إليك ليزلي
إليك ليزلي (بالإنجليزية: Alec Leslie)‏ (1 أبريل 1902 بغرينوك في المملكة المتحدة - 1 يناير 1974 بغرينوك في المملكة المتحدة) هو لاعب كرة قدم بريطاني (وحمل سابقاً جنسية المملكة المتحدة لبريطانيا العظمى وأيرلندا) في مركز الوسط. لعب مع برمنغهام سيتي ونادي توركي يونايتد ونادي سانت ميرين ونادي غرينوك مورتون.